# Sniberups fälad
Sniberups fälad är ett naturreservat i Hörby kommun.
Reservatet består av en gammal enefälad med enstaka lövträd som i de högre områdena är blockrik och näringsfattig. De lägre områdena där ytvatten rinner över området, så kallad översilning, är näringsrika och har en rik markvegetation. Sniberups fälad är en av de få bevarade enefälader som inte planterades med skog då bruket av dessa lågproduktiva betesmarker upphörde från slutet av 1800-talet. Enefäladerna avverkades med jämna mellanrum för att hållas öppna. Klenvirket man fick från enarna och lågträden användes till exempelvis räfspinnar, stängsel och andra slöjdarbeten.

## Flora och fauna
På de högre torrare delarna växer björnbär, ek, en, ljung, nypon, rönn och smalbladiga hårda gräsarter. På de fuktiga näringsrika partierna finns förutom en och fristående lövträd blåbär, gulsippa, hallon, humleblomster, körsbär, orkidéer, rölleka, vitsippa och älgört.

## Vägbeskrivning
På riksväg 13 cirka 10 km söder om Hörby svänger man av till Östraby. Efter cirka 1,5 km svänger man av på grusvägen mot Starrarp och efter ytterligare cirka 3,5 km är man framme vid Sniberups fälad.